# Trebostovo
Trebostovo este o comună slovacă, aflată în districtul Martin din regiunea Žilina. Localitatea se află la altitudinea de 470 m deasupra n.m., se întinde pe o suprafață de 13,122 km2 și în 2017 număra 578 de locuitori. Se învecinează cu comuna Košťany nad Turcom.

## Istoric
Localitatea Trebostovo este atestată documentar din 1261.

## Demografie
| An:                | 1994 | 2004   | 2014    | 2024    |
| ------------------ | ---- | ------ | ------- | ------- |
| Număr de persoane: | 431  | 455    | 538     | 651     |
| Diferență:         |      | +5,56% | +18,24% | +21,00% |

| An:                | 2023 | 2024   |
| ------------------ | ---- | ------ |
| Număr de persoane: | 639  | 651    |
| Diferență:         |      | +1,87% |